# Horst Weinschenk
Horst Weinschenk (* in Berlin) war ein deutscher Radrennfahrer und nationaler Meister im Radsport.

## Sportliche Laufbahn
Weinschenk war im Bahnradsport und im Straßenradsport aktiv. Seine Laufbahn als Radrennfahrer begann bereits vor dem Zweiten Weltkrieg. Ab 1947 startete er zunächst als Berufsfahrer, wurde 1949 reamateurisiert.
Er gewann 1949 die Meisterschaft der Ostzone (später als erste Meisterschaft der DDR eingeordnet) in der Einerverfolgung vor Erich Stammer.